# Mezzo dollaro (dollaro statunitense)
Le monete da mezzo dollaro sono state prodotte quasi ogni anno sin dalla nascita della United States Mint, nel 1794. A volte è indicato come il pezzo da cinquanta centesimi, ed è la moneta degli Stati Uniti che è stata coniata in maggior quantità dopo il cent.

## Circolazione
La moneta da mezzo dollaro ha visto un largo impiego nella prima metà del XX secolo. Per molti anni è stata comunemente usata nei casinò. Rotoli di questo taglio di moneta vennero tenuti a portata di mano in sale da gioco per pagare vincite a blackjack, o in giochi dove si raccoglievano scommesse in tagli di 50 centesimi (di solito in giochi come Seven card stud e le sue varianti). Alcune slot machine accettavano e pagavano in pezzi da 50 cent.
Nel 1965, è stata introdotta una composizione bimetallica; un nucleo di rame laminato fra due facce esterne in "cupronichel". Questo si rese necessario perché il governo federale stava perdendo denaro, dal momento che (per la svalutazione dovuta alla Guerra del Vietnam agli inizi del 1960) il valore in argento delle monete U.S.A. cominciava a superare il loro valore facciale e spesso venivano fuse da alcuni individui per profitto.
Il contenuto d'argento fu soppresso per quasi tutti i tagli, ma la composizione dei 50¢ "Kennedy" conteneva ancora argento (sebbene ridotto del 40-90 per cento) negli anni 1965-1970.
Nella seconda metà del 1964 i "Kennedy" sono stati massicciamente tesaurizzati. Quelli emessi fino alla fine del 1960 venivano considerati come l'unico "pezzo" prezioso delle monete degli Stati Uniti rimasto in produzione, e come il prezzo dell'argento continuò a crescere questo taglio sparì quasi dalla circolazione. La maggior parte delle monete in circolazione entrò nelle casseforti delle imprese, e molte banche accumulavano queste monete come normale prassi commerciale. Nel 1971 il mezzo dollaro non aveva più circolazione regolare, rimpiazzato nell'uso dal quarto di dollaro che divenne la moneta più scambiata sul mercato.
La maggior parte delle macchine di distribuzione automatica degli Stati Uniti non accettò più il mezzo dollaro, il che limitò ulteriormente la circolazione. Rimase la denominazione più comune utilizzata per le monete commemorative, solo per collezionisti, e dai prestigiatori nei loro giochi con le monete.
Negli ultimi anni le monete da 50¢ sono state coniate in quantità più ridotte, a causa della grande quantità di vecchie monete già presenti negli stock di Federal Reserve e governo, questo soprattutto a causa della mancanza di domanda e per la gran quantità di monete fatte tornare in circolazione dai casinò (grazie all'introduzione delle slot machine "coinless" che attualmente accettano soltanto dollari di carta, ed erogano il pagamento attraverso buoni).
Oggi nella maggior parte delle banche degli Stati Uniti possono essere acquistati questi pezzi in set di prova, set di zecca, rotoli, e sacchetti di zecca. Tutti i tagli per collezionisti dal 2002 hanno avuto emissione molto più bassa rispetto agli anni precedenti. Sebbene siano destinati solo ai collezionisti, questi tagli speciali a volte si trovano in circolazione.

## Storia
- Il 1º dicembre 1794 sono state consegnate le prime monete da mezzo dollaro (circa 5.300 pezzi). Altre 18.000 sono state prodotte nel gennaio 1795 utilizzando conii del 1794, per risparmiare la spesa di fabbricazione di nuovi conii.[1]

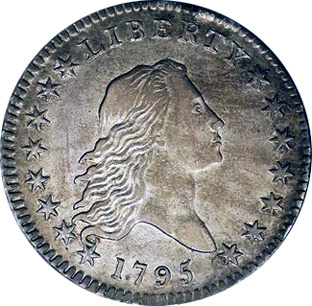
Un mezzo dollaro del 1795

- A causa della elevata produzione di monete da mezzo dollaro del 1790, altri 30.000 pezzi sono stati coniati dalla fine del 1801. La moneta aveva il simbolo dell'aquila al dritto e lo Stemma degli Stati Uniti d'America sul rovescio.[1]
- Nel 1804, 150.000 pezzi sono stati coniati, ma i campioni di prova non sono stati mai reperiti. La monetazione del 1804 è stata coniata con conii del 1803.[1]
- Nel 1838, soli 20 esemplari sono stati coniati per la prima volta nella zecca di New Orleans. Questa moneta (nome in codice 1838-O) è quella di più grande rarità fra i mezzi dollari USA, con due campioni distinti che sono stati battuti per 632.500 $ all'asta, nel 2005[2] e 2008[3], rispettivamente.  L'anno successivo questa zecca ha prodotto circa 180.000 pezzi da mezzo dollaro.[1]
- Nel 1861 la zecca di New Orleans produsse monete per tre diversi governi. Un totale di 330.000 sono state coniate sotto il governo degli Stati Uniti, 1.240.000 per lo Stato della Louisiana dopo la secessione dall'unione, e 962.633 dopo il suo ingresso nella Confederazione. Dal momento che lo stesso stampo è stato utilizzato per tutte le emissioni, queste risultano identiche, e riportano la dicitura CSA (piuttosto che USA). Queste monete inoltre hanno una piccola rottura del conio del dritto, forse dovuta alla grande quantità di pezzi emessi.[4]
- I mezzi dollari "Kennedy" del 1964 delle serie proof furono coniati in due diversi stili, riconoscibili dal differente rilievo dei capelli del presidente. Inizialmente i capelli che avevano linee più incavate ("Accented Hair") che alla vedova del presidente (Jacqueline Kennedy Onassis) non piacquero. L'emissione successiva è riconoscibile per le linee più smussate. Si stima che soltanto 40000 monete su 100000 siano del 1º tipo, il che rende le monete del primo tipo più ricercate dai collezionisti.[5]